# Strumigenys chapmani
Strumigenys chapmani är en myrart som beskrevs av Brown 1954. Strumigenys chapmani ingår i släktet Strumigenys och familjen myror. Inga underarter finns listade i Catalogue of Life.